# Aeroportul Municipal Talladega
Aeroportul Municipal Talladega (IATA: ASN, ICAO: KASN, FAA LID: ASN) este un aeroport din Alabama, Statele Unite ale Americii ce deservește zona Talladega⁠(d). Aeroportul a fost tranzitat în 2019 de 26 de pasageri. A fost numit după zona deservită.
Situat la o altitudine de 160 m, aeroportul dispune de 1 pistă.

## Infrastructură

### Piste
Aeroportul dispune de o singură pistă. Pista 04/22 are suprafața de asfalt și dimensiunile 6.032 picioare × 100 picioare. 